# Drew Tyler Bell
Drew Tyler Bell (29 gennaio 1986) è un attore statunitense, vincitore di un Premio Emmy.

## Biografia
Nato nell'Indiana, ha partecipato a numerose serie tv come 90210 e Desperate Housewives nel 2008, CSI: Scena del crimine e CSI: Miami nel 2009. Dal 2004 è entrato a far parte del cast della soap opera Beautiful interpretando il ruolo di Thomas Forrester, che nel 2010 gli ha valso l'Emmy Awards come miglior giovane attore.
Ha recitato anche in diversi film per il cinema.

## Filmografia parziale

### Cinema
- Without Charlie, regia di Adam Rifkin (2001)
- Jeepers Creepers 2 - Il canto del diavolo 2 (Jeepers Creepers 2), regia di Victor Salva (2003)
- Una famiglia nel West: il coraggio di ricominciare (Love's Abiding Joy), regia di Michael Landon Jr. (2006)
- Soccer Girl - Un sogno in gioco  (Her Best Move), regia di Norm Hunter (2007)
- Il risveglio delle tenebre (The Seeker: The Dark Is Rising), regia di David L. Cunningham (2007)

### Televisione
- Jake 2.0 – serie TV, episodio 1x07 (2003)
- Standoff – serie TV, episodio 1x09 (2006)
- The Middleman – serie TV, 4 episodi (2008)
- 90210 – serie TV, episodio 1x04 (2008)
- Desperate Housewives – serie TV, episodio 5x07 (2008)
- CSI: Scena del crimine (CSI: Crime Scene Investigation) – serie TV, episodio 9x13 (2009)
- CSI: Miami – serie TV, episodio 7x23 (2009)
- CSI: New York – serie TV, episodio 6x20 (2010)
- Beautiful – soap opera, 378 puntate (2004-2010) – Thomas Forrester

## Doppiatori italiani
Nelle versioni in italiano delle opere in cui ha recitato, Drew Tyler Bell è stato doppiato da:
- Davide Perino in Il risveglio delle tenebre, CSI - Scena del crimine
- Simone Crisari in Jeepers Creepers 2 - Il canto del diavolo 2
- Stefano Crescentini in Beautiful
- Marco Bassetti in Desperate Housewives
- David Chevalier in CSI: Miami
- Nanni Baldini in CSI: New York

## Premi

### Emmy Awards
Vinti:
- Miglior giovane attore in una serie drammatica, per Beautiful (2010)

### Soap Opera Digest Awards
Nomination:
- Miglior attore debuttante in una soap-opera, per Beautiful (2005)

### TV Golden Boomerang
Nomination:
- Miglior giovane attore debuttante, per Beautiful (2006)